# Sydöstra Europa

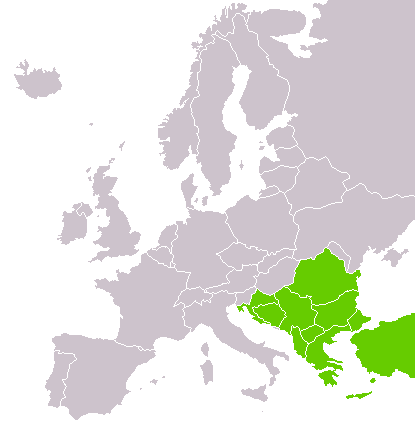
En definition på sydöstra Europa.

Sydöstra Europa är en geografisk och politisk region i Europa som till största del omfattas av Balkanhalvön. Vilka länder som inkluderas i termen varierar. Sydöstra Europa är ibland synonymt med termen Balkan men vanligtvis inkluderas ett större geografiskt område där länder som ibland räknas till anda regioner inkluderas. Vanligtvis räknas följande länder till sydöstra Europa:
- Albanien
- Bosnien och Hercegovina
- Bulgarien
- Grekland
- Kroatien
- Kosovo
- Montenegro
- Nordmakedonien
- Rumänien
- Serbien
- Turkiet (enbart östra Thrakien)

I en vidare definition av området inräknas ibland:
- Moldavien

- Slovenien
- Ungern

## Bilder

Europas regionala struktur enligt The World Factbook:  Centrala Europa  Östra Europa  Sydöstra Europa